# Storm (ботнет)
Storm (также известен как Storm Worm) — троянская программа и ботнет, созданный для кражи личных данных. Начал своё распространение 19 января 2007 года и за короткий срок атаковал как минимум 1,6 млн компьютеров в более чем 80 странах, включив их в ботнет. Он способен заражать системы Windows 2000, Windows XP и Windows Vista. Всего в ботнете находилось от 1 до 10 или даже 50 млн компьютеров, общая их мощность была сравнима с мощностью суперкомпьютера. Позже у вируса появился ряд вариаций, более поздние из которых обрели свойства руткитов.

## Схема работы вируса
Storm Worm распространяется через электронную почту, рассылая письма с разными выдуманными темами, к примеру, что «Саддам Хусейн жив». Одна из тем писем, гласящая что 230 человек умерли от шторма в Европе, дала название вирусу. В письме содержалось вложение, после скачивания которого на устройство скачиваются файлы wincom32.sys и peers.ini и служба wincom32. Вирус также будет пытаться получить доступ к Интернету через порты 4000 и 7871. После присоединения к ботнету устройство может быть использовано для дальнейшего распространения трояна через рассылку электронных писем.

## Наименования вируса[7]
- F-Secure — Trojan-Downloader:W32/Small.DAM
- Microsoft — Win32/Nuwar
- Sophos — Troj/Dorf-Fam
- Symantec — Trojan.Peacomm